# Culex phyllados
Culex phyllados är en tvåvingeart som beskrevs av Hutchings och Sallum 2008. Culex phyllados ingår i släktet Culex och familjen stickmyggor. Inga underarter finns listade i Catalogue of Life.